# Ma maison est la plus originale
 (novembre 2011).
Si vous disposez d'ouvrages ou d'articles de référence ou si vous connaissez des sites web de qualité traitant du thème abordé ici, merci de compléter l'article en donnant les références utiles à sa vérifiabilité et en les liant à la section « Notes et références ».
Ma maison est la plus originale de France puis Ma maison est la plus originale à partir de la saison 2 est une émission de télévision française. Elle est diffusée depuis le 27 août 2011 sur la chaîne de télévision française M6 puis rediffusée sur Téva et 6ter.
Le principe de l'émission consiste à visiter et élire la maison la plus originale.
La maison gagnante de la première saison est la « maison sous terre ».

## Saison 1 (2011)

### Finale
Les téléspectateurs peuvent voter sur internet pour la maison qu'ils ont trouvé la plus originale de France. Les votes seront clos le dimanche 13 novembre à 23h59.
Après 12 semaines de recherche de maisons originales dans toute la France, le jury a choisi les 12 meilleurs maisons. Au cours d'une finale diffusée en prime-time, le mardi 22 novembre, les téléspectateurs pourront découvrir la maison gagnante. Cette finale sera présentée par Stéphane Plaza.

### Audimat
| Épisode                                 | Date et heure de diffusion     | Nombres de téléspectateurs | Part de marché (PDM) |
| --------------------------------------- | ------------------------------ | -------------------------- | -------------------- |
| 1) Bretagne                             | 27 août 2011 à 18h40           | 1,3 million                | 10,8 %               |
| 2) Région Ile-de-France                 | 3 septembre 2011 à 18h25       | 1,6 million                | 12,6 %               |
| 3) Toulouse                             | 10 septembre 2011 à 18h25      | Non communiquée            | Non communiquée      |
| 4) Région Rhône-Alpes                   | 17 septembre 2011 à 18h25      | Non communiquée            | Non communiquée      |
| 5) Marseille et ses environs            | 24 septembre 2011 à 18h25      | 1.58 million               | 12,1 %               |
| 6) Centre-Auvergne                      | 1er octobre 2011 à 18h25       | 1.39 million               | 11,7 %               |
| 7) Nord Picardie                        | 8 octobre 2011 à 18h25         | 1.87 million               | 12,3 %               |
| 8) En Normandie                         | 15 octobre 2011 à 18h25        | 1.56 million               | 11,0 %               |
| 9) Paris et ses environs                | 22 octobre 2011 à 18h25        | 1.75 million               | 11,5 %               |
| 10) Alsace, Lorraine, Champagne-Ardenne | 29 octobre 2011 à 18h25        | 1.93 million               | 13,2 %               |
| 11) Région Aquitaine                    | 5 novembre 2011 à 18h25        | 2 millions                 | 11,9 %               |
| 12) Pays de la Loire                    | 12 novembre 2011 à 18h25       | 2 millions                 | 11,9 %               |
| 13) Finale                              | Mardi 22 novembre 2011 à 20h50 | 3.2 millions               | 15 %                 |

### Classement final
Le grand gagnant des 10 000 € de la saison 1 est « La Maison sous Terre ».
| N°  | Maison                  | Région                              |
| --- | ----------------------- | ----------------------------------- |
| 1)  | La maison sous terre    | Paris et ses environs               |
| 2)  | Chalet Louisiane        | Aquitaine                           |
| 3)  | La maison Hélicoptère   | Savoie                              |
| 4)  | Ferme du XVIIIe siècle  |                                     |
| 5)  | Maison Container        | Bretagne                            |
| 6)  | Ancienne école          | Pays de la Loire                    |
| 7)  | Maison médiévale        | Hérault                             |
| 8)  | L'atelier de la forge   |                                     |
| 9)  | La maison falaise       | Provence - Alpes - Côte d'Azur      |
| 10) | La maison futuriste     | Alsace, Lorraine, Champagne-Ardenne |
| 11) | La serre industrielle   |                                     |
| 12) | L'Appartement Bollywood | Paris et ses environs               |

## Saison 2 (2013)
M6, satisfaite des audiences réalisées par la première saison, a annoncé la programmation d'une deuxième saison pour 2013. La première émission est diffusée le 13 février 2013. La maison nommée la plus originale est le « château d'eau revisité ». Ce choix a été effectué par les internautes. La finale s'est déroulée le mercredi 13 mars.